# Escrime aux Jeux olympiques d'été de 1972
Navigation
Mexico 1968 Montréal 1976
Cette page présente les résultats des compétitions d'escrime aux Jeux olympiques d'été de 1972.
8 épreuves ont eu lieu.
- six chez les hommes (trois individuelles et trois par équipes)
- deux chez les femmes (fleuret individuel et par équipes)

## Tableau des médailles
| Rang  | Nation           | Or | Argent | Bronze | Total |
| ----- | ---------------- | -- | ------ | ------ | ----- |
| 1     | Hongrie          | 2  | 4      | 2      | 8     |
| 2     | Union soviétique | 2  | 2      | 3      | 7     |
| 3     | Pologne          | 2  | 0      | 0      | 2     |
| -     | Italie           | 2  | 0      | 0      | 2     |
| 5     | France           | 0  | 1      | 2      | 3     |
| 6     | Suisse           | 0  | 1      | 0      | 1     |
| 7     | Roumanie         | 0  | 0      | 1      | 1     |
| Total | Total            | 8  | 8      | 8      | 24    |

## Résultats

### Podiums masculins

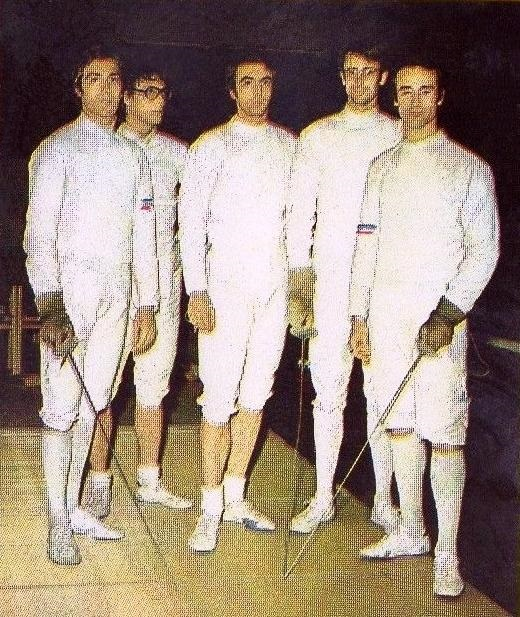
L'équipe de France de fleuret (Talvard, Magnan, Noël, Revenu et Berolatti).

| Épreuves                                | Or                                                                                            | Argent                                                                                             | Bronze                                                                                            |
| --------------------------------------- | --------------------------------------------------------------------------------------------- | -------------------------------------------------------------------------------------------------- | ------------------------------------------------------------------------------------------------- |
| Épée individuelle résultats détaillés   | Csaba Fenyvesi                                                                                | Jacques Ladegaillerie                                                                              | Gyözö Kulcsár                                                                                     |
| Épée par équipes résultats détaillés    | Hongrie Sándor Erdős Csaba Fenyvesi Gyözö Kulcsár Pál Schmitt István Osztrics                 | Suisse Guy Evéquoz Daniel Giger Christian Kauter Peter Lötscher François Suchanecki                | Union soviétique Viktor Modzolevski Sergueï Paramonov Igor Valetov Georgi Zajitski Hryhoriy Kriss |
| Fleuret individuel résultats détaillés  | Witold Woyda                                                                                  | Jenő Kamuti                                                                                        | Christian Noël                                                                                    |
| Fleuret par équipes résultats détaillés | Pologne Marek Dąbrowski Jerzy Kaczmarek Lech Koziejowski Witold Woyda Arkadiusz Godel         | Union soviétique Vladimir Denisov Anatoli Kotechev Leonid Romanov Vasyl Stankovych Viktor Putyatin | France Jean-Claude Magnan Christian Noël Daniel Revenu Bernard Talvard Gilles Berolatti           |
| Sabre individuel résultats détaillés    | Viktor Sidyak                                                                                 | Péter Marót                                                                                        | Vladimir Nazlymov                                                                                 |
| Sabre par équipes résultats détaillés   | Italie Michele Maffei Mario Aldo Montano Mario Tullio Montano Rolando Rigoli Cesare Salvadori | Union soviétique Viktor Bashenov Vladimir Nazlymov Viktor Sidyak Eduard Vinokurov Mark Rakita      | Hongrie Pál Gerevich Tamás Kovács Péter Marót Tibor Pézsa Péter Bakonyi                           |

### Podiums féminins
| Épreuves                                | Or | Argent | Bronze                                                                                 |
| --------------------------------------- | --- | --- | -------------------------------------------------------------------------------------- |
| Fleuret individuel résultats détaillés  | Antonella Ragno-Lonzi | Ildikó Farkasinszky-Bóbis                                                                                            | Galina Gorokhova                                                                       |
| Fleuret par équipes résultats détaillés | Union soviétique Elena Novikova-Belova Galina Gorokhova Tatyana Petrenko-Samusenko Aleksandra Zabelina Svetlana Tchirkova | Hongrie Ildikó Farkasinszky-Bóbis Ildikó Rejtő Ildikó Schwarczenberger Mária Gulacsi-Szolnoki Ildikó Rónay-Matuscsák | Roumanie Ileana Gyulai-Drîmbă Ana Derșidan-Ene-Pascu Ecaterina Stahl-Iencic Olga Orbán |